# Agua de la Herradura
Agua de la Herradura är en ort i Mexiko.   Den ligger i kommunen Escobedo och delstaten Coahuila, i den centrala delen av landet, 900 km norr om huvudstaden Mexico City. Agua de la Herradura ligger 398 meter över havet och antalet invånare är 168.
Terrängen runt Agua de la Herradura är huvudsakligen platt, men åt nordost är den kuperad. Terrängen runt Agua de la Herradura sluttar västerut.  Trakten runt Agua de la Herradura är nära nog obefolkad, med mindre än två invånare per kvadratkilometer. Det finns inga andra samhällen i närheten. Omgivningarna runt Agua de la Herradura är i huvudsak ett öppet busklandskap.